# Domdidier
Domdidier är en ort och tidigare kommun i distriktet Broye i Fribourg, Schweiz. Den 1 januari 2016 slogs kommunerna Domdidier, Dompierre, Léchelles och Russy samman och bildade kommunen Belmont-Broye.
Domdidier är centralort i kommunen Belmont-Broye.